# Karrösten
Karrösten – gmina w zachodniej Austrii, w kraju związkowym Tyrol, w powiecie Imst. Według Austriackiego Urzędu Statystycznego liczyła 692 mieszkańców (1 stycznia 2015).